# Ole Kirk Christiansen
Ole Kirk Christiansen (Filskov, 7 de abril de 1891-Billund, 11 de marzo de 1958) fue un carpintero danés fundador de la exitosa empresa LEGO, de la cual fue presidente desde su fundación hasta la fecha de su muerte.

## Biografía

### Inicios
Fue educado de manera formal y posteriormente trabajó en una fábrica llegando a ser un carpintero, ebanista y maestro en su área. Creó su propio negocio en Billund en 1932. Los juguetes, especialmente los bloques de madera, eran el producto más exitoso de la empresa, ya que tenían una gran versatibilidad. En 1934 la compañía adoptó el nombre de LEGO (del latín que significa ‘ponerlo junto’, aunque la primera idea fue del danés leg godt que significa ‘juega bien’).

### La llegada del plástico
En 1942 la fábrica de Christiansen se incendió pero fue reconstruida en 1947. Como resultado del incendio, la fábrica fue la primera compañía de Dinamarca en adquirir un moldeador de plástico. En 1949 se fabricaron alrededor de 200 diferentes juguetes de madera y plástico. La compañía adquirió mucha popularidad en el país pero se decidió dejar los juguetes de madera y dedicarse únicamente a los de plástico.
Su sucesor, Godtfred Kirk Christiansen, había comenzado a trabajar junto a él en 1942 cuando luego en 1950 fue nombrado vicepresidente de la empresa. Godtfred fue quien concibió la idea de desarrollar bloques de Lego en un «sistema de juego» total. En 1953 Lego inició la comercialización de los productos y en 1954 idearon un nombre para el producto: Lego Mursten o «ladrillos Lego».
En 1955 la compañía lanzó oficialmente el «sistema de juego Lego», que comprende 28 sistemas diferentes y ocho vehículos de juguete. LEGO patentó los ladrillos de "sistema de acoplamiento de perno y tubo" en 1958.
Ese mismo año Christiansen falleció y su hijo Godtfred se hizo cargo de la dirección de la compañía.